# Miguel Álvarez Cobeña
Miguel Álvarez (7 de marzo de 1995, Manabí, Ecuador) es un futbolista ecuatoriano. Juega de Defensa y su equipo actual es el Barcelona Sporting Club de la Serie A de Ecuador.

## Clubes
| Club           | País    | Año       |
| -------------- | ------- | --------- |
| Manta F.C.     | Ecuador | 2011-2014 |
| Grecia         | Ecuador | 2015      |
| Manta F.C.     | Ecuador | 2016      |
| Barcelona S.C. | Ecuador | 2017      |
| Grecia         | Ecuador | 2017      |
| Guayaquil City | Ecuador | 2018      |

### Participaciones internacionales
| Torneo                 | Club           | Resultado |
| ---------------------- | -------------- | --------- |
| Copa Libertadores 2017 | Barcelona S.C. | Semifinal |

- Datos: Q30915957